# Königsberger Klopse
Pour les articles homonymes, voir Klops.

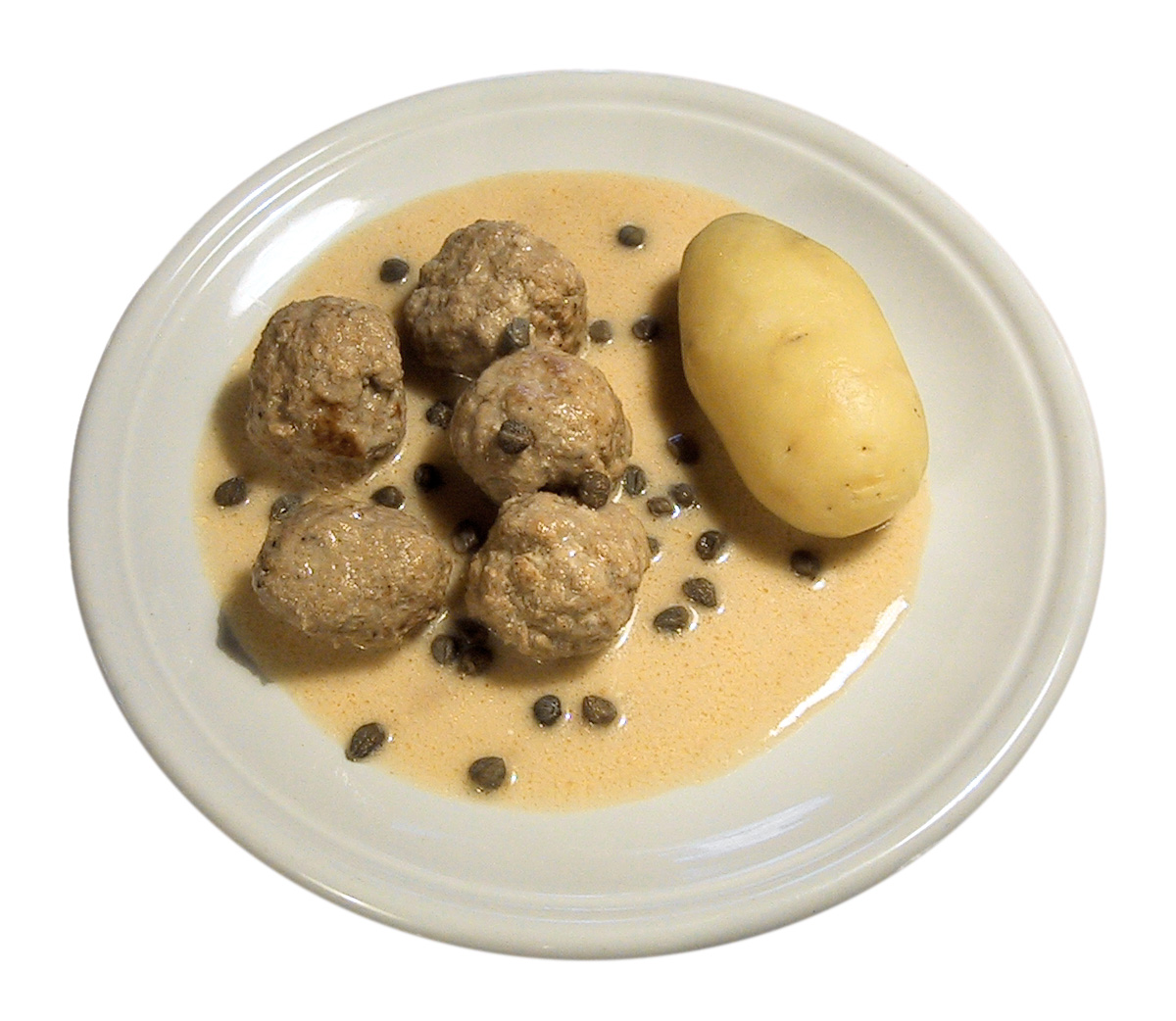
Königsberger Klopse.

Königsberger Klopse, également connu sous le nom de Soßklopse, est un mets allemand composé de boulettes de viande dans une sauce blanche avec des câpres.
Ils sont nommés d’après l’ancienne ville allemande de Königsberg et proviennent de la cuisine de la province de Prusse-Orientale.
Les boulettes de viande sont fabriquées à partir de viande hachée, souvent du porc ou du veau, des oignons, des œufs et des épices et des anchois qui sont un des ingrédients essentiels de la recette pour son goût et l'apport de sel. Il existe une version avec du hareng à la place des anchois, on les appelle Heringklöpse
Les boulettes sont cuites dans un bouillon de viande. Ce bouillon va servir à faire un Roux blond auquel on ajoute ensuite de la crème, du jaune d’œuf et des câpres pour en faire la sauce. Le plat est servi avec des pommes de terre bouillies et des betteraves rouges en salade ou du riz.